# Nacho Libre
Nacho Libre é um filme estadunidense de 2006, uma comédia estrelada por Jack Black e dirigida por Jared Hess.

## Sinopse
Ignácio (Jack Black) é frade e também cozinheiro de um monastério mexicano. Um dia ele decide, às escondidas, tornar-se um competidor de lucha libre, para melhor alimentar as crianças que ali vivem e conseguir glória. Para tanto, ele convoca Esqueleto (Héctor Jiménez) para ajudá-lo no ringue como seu parceiro.

## Elenco
- Jack Black (Nacho)
- Ana de la Reguera (Irmã Encarnación)
- Héctor Jiménez (Esqueleto)
- Darius Rose (Chancho)
- Troy Gentile (Nacho - criança)
- Moises Arias (Juan Pablo)
- Eduardo Gómez (Chuy)
- Carlos Maycotte (Segundo Nuñez)
- Richard Montoya (Guillermo)
- Cesar Gonzalez (Ramses)
- Enrique Muñoz (Sr. Ramon)
- Carla Jimenez (Candidia)
- Emiliano Quiroga (Carlos Rosales)
- Guilherme Rodrigues (El Sombrero)
- Danilo Ferreira (Narrador)
- Lucas Ferreira (Narrador3)

## Exibição
O filme foi exibido na Nickelodeon Brasil no dia 24 de junho de 2010 e reprisado no dia 25 de junho de 2010, no bloco NickCine.Também foi exibido na Rede Globo.

## Recepção da crítica
Nacho Libre tem recepção mista por parte da crítica especializada. Possui tomatometer de 40% em base de 164 críticas no Rotten Tomatoes. Por parte da audiência do site tem 54% de aprovação.